# Gouldiopa consternans
Gouldiopa consternans is een tweekleppigensoort uit de familie van de Veneridae. De wetenschappelijke naam van de soort is voor het eerst geldig gepubliceerd in 2001 door Oliver & Zuschin.